# Martin Živný
Martin Živný (n. 20 martie 1981, Brno, Cehoslovacia) este un fotbalist ceh, liber de contract.
Ultima data a evoluat la echipa din prima ligă din România Dinamo București pe postul de fundaș central. A venit la Dinamo în iarna lui 2010, liber de contract și a plecat in vară, la expirarea acestuia. Ultima echipă la care a evoluat, înainte de transferul la Dinamo a fost SK Austria Kärnten din prima ligă austriacă.